# Sławomir Żukowski (aktor)
Sławomir Żukowski (ur. 20 listopada 1958 r. w Radomiu) – polski reżyser teatralny, aktor, scenarzysta, scenograf, rysownik satyryczny, malarz, publicysta. Założyciel i twórca Teatru BELFEgoR w Tychach.

## Życiorys
Absolwent Państwowego Liceum Sztuk Plastycznych we Wrocławiu. Praktykę odbywa we wrocławskim Teatrze Polskim w malarni – współtworząc scenografię do pantomimy Henryka Tomaszewskiego. Naukę kontynuował w Wyższej Szkole Rolniczo-Pedagogicznej w Siedlcach, na kierunkach plastyka, muzyka i film. W czasie studiów debiutował w teatrze studenckim ES.
Po studiach Sławomir Żukowski rozpoczyna pracę w Szkole Podstawowej Nr 22 w Tychach jako nauczyciel plastyki, następnie zostaje kierownikiem gabinetu metodycznego zajęć pozalekcyjnych i pozaszkolnych Wydziału Oświaty i Wychowania w Tychach.
17 lutego 1986 roku zakłada amatorski teatr nauczycielski „Belfer” w Klubie ZNP w Tychach, który od 1990 roku nosi nazwę Teatr BELFEgoR. 
W latach 1998–2003 oraz 2014-2016 pracuje w Teatrze Małym w Tychach. 

## Twórczość i działalność artystyczna

### Teatr (wybór)
1998 – George Orwell „Folwark zwierzęcy” (adaptacja, reżyseria)
1999 – „Pociąg do…” (scenariusz i reżyseria)
2000 – światowa premiera sztuki "Wystarczy być" wg Jerzego Kosińskiego i fragmentów "Cesarza" Ryszarda Kapuścińskiego (reżyseria)
2012 - „Absynt” wg Magdaleny Fertacz (reżyser)
2013 - „K.U.P.A” wg. P. Adamczyka (reżyser)
2014 - „Ferdydurke” wg Witolda Gombrowicza (reżyser)
2016 - „Salto mortale do wewnątrz” wg Kurta Sigela (reżyser)
2019 - „Bal w operze” wg Juliana Tuwima (reżyseria, scenografia)

### Filmy
2014 – A. Sikora - dokument fabularyzowany. „Bruno Schulz”. TVP-2. (główna rola)
2016 – A. Sikora „Powrót Giganta” (główna rola)

### Książka
2000 – Przypływ-odpływ

### Malarstwo ścienne
2004 – wystrój malarski Hotelu Piramida w Tychach
Restauracja Stara Poczta w Tychach

## Nagrody
- 1987 - XIV Tyskie Spotkania Teatralne - wyróżnienie za reżyserię spektaklu „Wydmuchowo po raz pierwszy”[21]
- 1989 - XVI Tyskie Spotkania Teatralne – wyróżnienie za reżyserię spektaklu „Upiory” w wykonaniu teatru Belfer[22]; ten sam spektakl został uznany za Spektakl Roku 1989 województwa katowickiego[21]
- 1990 - Nagroda Ministra Kultury za spektakl „Folwark zwierzęcy”[21]
- 1991 - Grand Prix na Festiwalu „Teatrów we Wnętrzu” w Katowicach za spektakl „Intermedium czwarte”[21]
- 2014 tytuł Lidera Roku 2014 w Tychach[23]

## Rekord Guinnessa
W czasie II Tyskiego Festiwalu Muzycznego im. Ryśka Riedla (29-30 lipca 2000 roku) Sławomir Żukowski ustalił nowy rekord Guinnessa w malowaniu obrazu o powierzchni 10 m² w najkrótszym czasie. Bicie rekordu odbyło się na żywo, podczas koncertu grupy Dżem.